# Józef Radwan (minister)

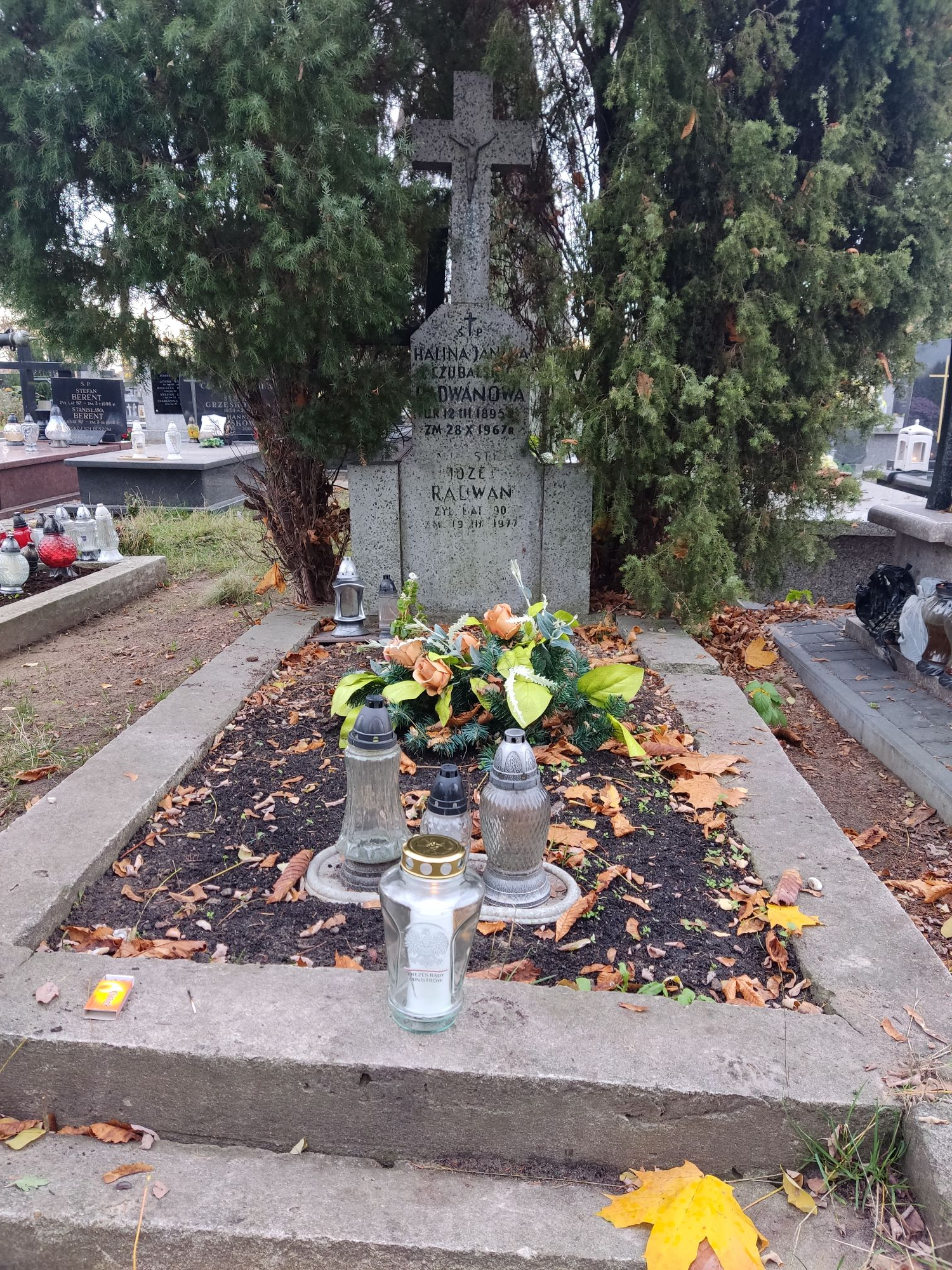
Grób Józefa Radwana

Józef Zygmunt Radwan (ur. 19 marca 1887 w Machorach, zm. 22 marca 1977 w Zalesiu Dolnym) – polski urzędnik, minister reform rolnych II Rzeczypospolitej.

## Życiorys
Urodził się w rodzinie administratora majątku ziemskiego. Uczęszczał do gimnazjum w Radomiu, relegowany za udział w strajku szkolnym podczas rewolucji 1905 roku. Maturę złożył eksternistycznie w Samarze w 1906. Absolwent prawa uniwersytetu w Dorpacie. Pracował w Warszawie jako aplikant sądowy. Podczas I wojny światowej w armii rosyjskiej, dostał się do niewoli niemieckiej, przebywał w obozie jenieckim w Saksonii.
Do Polski wrócił jesienią 1918, po odzyskaniu niepodległości zgłosił się ochotniczo do Wojska Polskiego. W 1919 rozpoczął pracę w Głównym Urzędzie Ziemskim jako naczelnik wydziału, następnie dyrektor departamentu. W latach 1919–1923 członek PSL „Wyzwolenie”. W lutym 1924 mianowany na wiceprezesa Głównej Komisji Ziemskiej w Ministerstwie Reform Rolnych.
Od 25 kwietnia 1925 do 14 listopada 1925 był kierownikiem resortu reform rolnych, a następnie od 20 listopada 1925 do 14 maja 1926 ministrem tegoż resortu w rządach: Władysława Grabskiego, Aleksandra Skrzyńskiego i Wincentego Witosa. Po przewrocie majowym ponownie wiceprezes Głównej Komisji Ziemskiej, w 1927 był dyrektorem Departamentu Ogólnego Ministerstwa Reform Rolnych, a następnie został podsekretarzem stanu w tym resorcie, urząd ten piastował również po połączeniu w lipcu 1932 r. Ministerstwa Rolnictwa oraz Ministerstwa Reform Rolnych w Ministerstwo Rolnictwa i Reform Rolnych. 1 października 1932 mianowany na stanowisko dyrektora Państwowego Banku Rolnego.
W latach 1934–1937 na emeryturze. W 1936 został wybrany do komisji rewizyjnej przy Zarządzie Głównym Polskiego Towarzystwa Opieki nad Grobami Bohaterów. 28 kwietnia 1937 mianowany na sędziego Najwyższego Trybunału Administracyjnego. Podczas okupacji niemieckiej mieszkał w Zalesiu Dolnym pod Warszawą.
Od sierpnia 1945 do kwietnia 1947 pracował w Biurze Prezydialnym Krajowej Rady Narodowej, później w Ministerstwie Ziem Odzyskanych i w Ministerstwie Administracji Publicznej. W latach 1949–1953 sędzia Trybunału Ubezpieczeń Społecznych, w 1954 przeniesiony na podrzędne stanowisko w tym trybunale, w 1957 przywrócono do pełnienia funkcji sędziowskich. W 1963 przeszedł na emeryturę.
Zmarł 22 marca 1977 roku. Pochowany na cmentarzu parafialnym św. Rocha w Jazgarzewie (kwatera 10, rząd 4, miejsce 23).

## Odznaczenia
- Krzyż Komandorski Orderu Odrodzenia Polski (31 grudnia 1923)[3]